# Luigi Campanella
Luigi Campanella (ur. 4 listopada 1918 w Genui, zm. 6 czerwca 2018 tamże) – włoski zapaśnik walczący w stylu klasycznym. Olimpijczyk z Londynu 1948, gdzie zajął piąte miejsce w kategorii do 62 kg.

## Letnie Igrzyska Olimpijskie 1948
| Konkurencja          | Rundy eliminacyjne      | Rundy eliminacyjne   | Rundy eliminacyjne  | Rundy eliminacyjne | Rundy eliminacyjne     | Klas. końcowa |
| Konkurencja          | Przeciwnik I            | Przeciwnik II        | Przeciwnik III      | Przeciwnik IV      | Przeciwnik V           | Miejsce       |
| -------------------- | ----------------------- | -------------------- | ------------------- | ------------------ | ---------------------- | ------------- |
| 62 kg styl klasyczny | Andonios Grilos (GRE) Z | Egil Solsvik (NOR) Z | Ferenc Tóth (HUN) Z | Safi Taha (LIB) Z  | Olle Anderberg (SWE) P | 5.            |